# Ovocná kaše
Ovocná kaše (německy rote Grütze, [róte gryce], doslova červená kroupová kaše, dánsky rødgrød s podobným významem) je sladká hustá kaše z různého ovoce vyskytující se v německé kuchyni a ve skandinávských kuchyních. Název v původních jazycích je odvozen od typické červené barvy použitého ovoce. Kroupy v názvu odkazují na použití drcených obilnin jako zdroje škrobu, které se objevuje v nejstarších receptech na toto jídlo. Pro ovoce jiné barvy se název mění, například v němčině na gelbe Grütze (žlutá kaše) nebo grüne Grütze (zelená kaše).

## Příprava

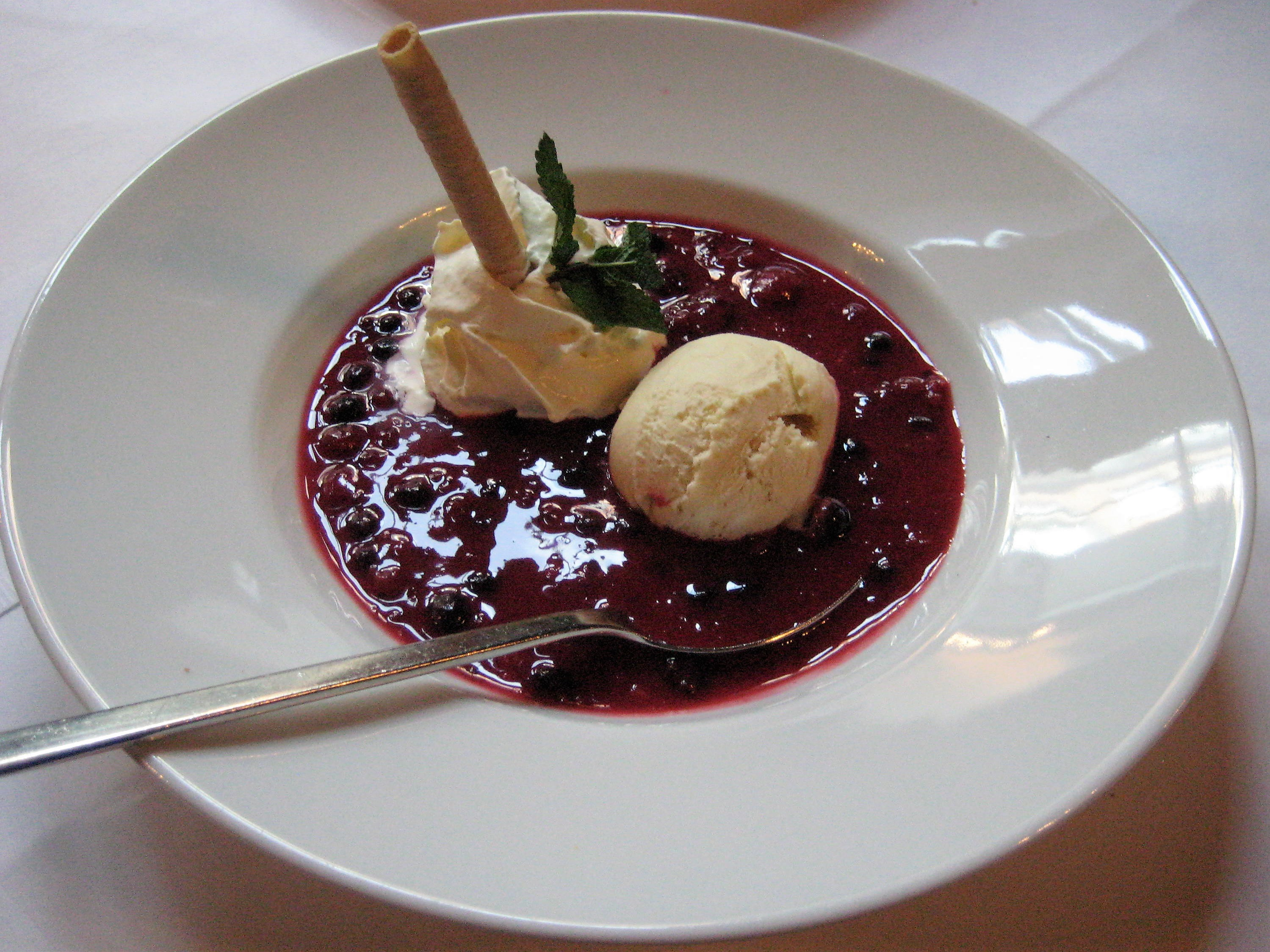
Brémská ovocná kaše s vanilkovou zmrzlinou a šlehačkou

Podle starých receptů se šťáva z červeného ovoce, jako je červený rybíz a maliny, svaří s vodou či červeným vínem a kroupami na hustou kaši. Pokud se místo krup používala rýžová mouka, nazýval se pokrm také červený rýžový pudink (roter Reismehlpudding). Pro klasickou přípravu se rybíz a maliny spaří vodou a propasírují přes síto. V závislosti na receptuře se hmota dochucuje cukrem, citronem, vanilkou, vínem nebo lihovinami. K zahuštění se používá škrob z pšenice, kukuřice, brambor, rýže nebo sága. Běžná je i tradiční příprava s krupicí nebo pohankovou moukou. Pokrm by neměl být příliš řídký, kopeček ovocné kaše se nemá roztékat.
Často se část ovoce nevaří, ale přidává se dodatečně. Nejčastěji se tak vyžijí jahody, višně nebo třešně, ale existují i jiné možnosti, obecněji nazývané lesní ovoce, zahradní ovoce nebo podle hlavní přísady (např. jahodovo-rebarborová kaše).
Ovocná kaše se obvykle doplňuje mlékem a pokrmy z něj. Kromě mléka a smetany jsou to šlehačka, vanilková omáčka a zmrzlina.
Pokud je pokrm zahuštěn slabě nebo vůbec, říká se mu ovocná polévka (Fruchtsuppe).

## Rozšíření

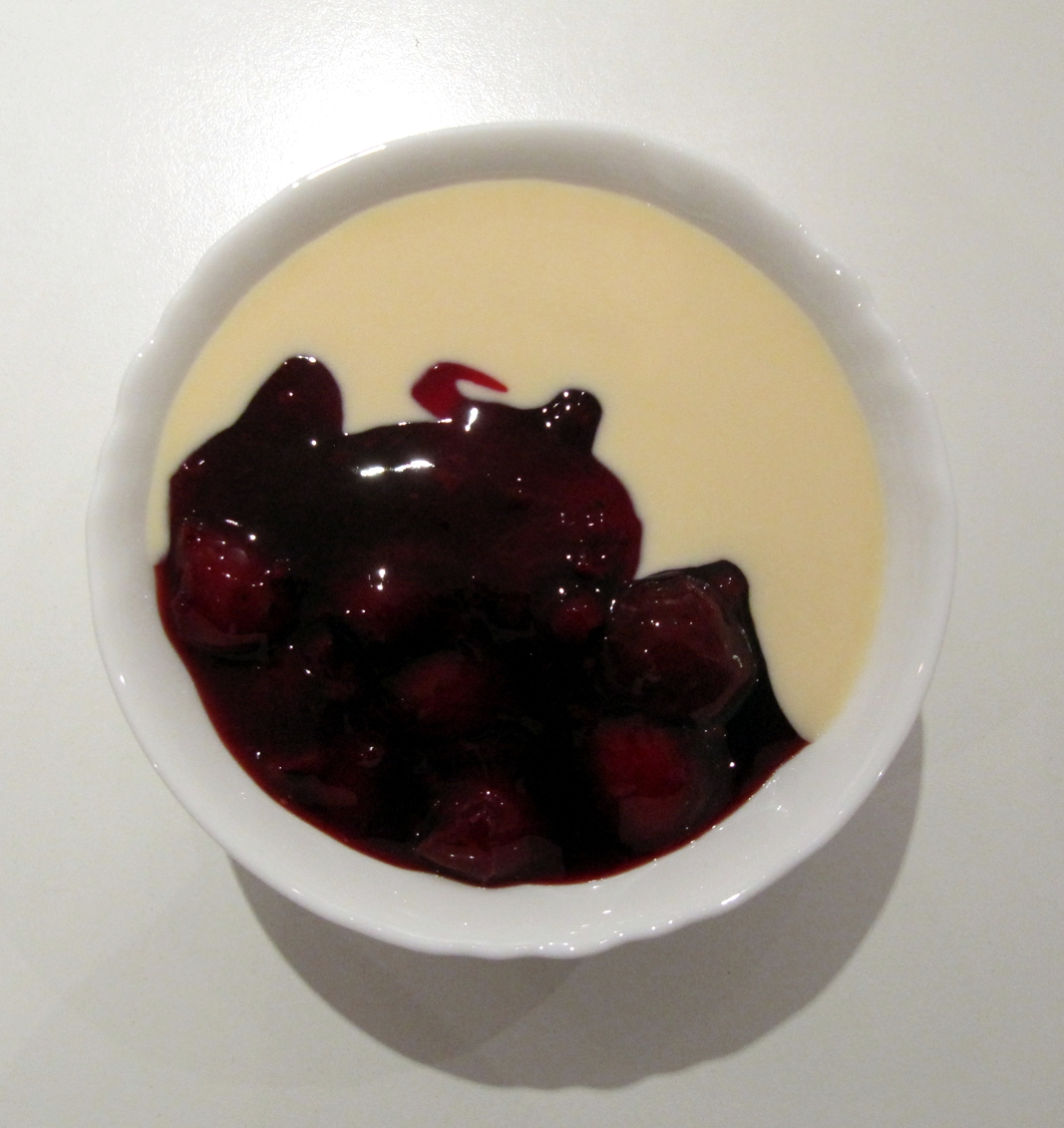
Hamburská varianta s vanilkovou omáčkou

Původ ovocné kaše se připisuje především dánské a švédské kuchyni. V Německu je často označována jako specialita severního Německa. Poněkud podobné jídlo je východoevropský kysel.